# Carnival Horizon
El Carnival Horizon es un crucero de la clase Vista operado por Carnival Cruise Line. Es el buque número 26 de la flota de Carnival y es el segundo de la clase Vista de Carnival, que incluye Carnival Vista y Carnival Panorama.
El buque tiene un tonelaje de 133.596 toneladas y una capacidad de 3.960 pasajeros. En 2019, el Carnival Horizon  y su barco hermano, el Carnival Vista, fueron reemplazados como el barco Carnival más grande por su hermano, el Carnival Panorama de 133 868 toneladas.